# Джеффрі Е. Гартен
Джеффрі Е. Гартен (нар. 29 жовтня 1946) — американський економіст і вчений, почесний декан Єльської школи менеджменту, де він викладає різноманітні курси з глобальної економіки. Він одружений з письменницею та діячою Food Network, Іною Гартен.
У 1996—2005 рр. був деканом школи, а з 2005 по 2015 рр. — професором міжнародної торгівлі, фінансів та бізнесу Хуана Тріппе.
До цього він був заступником міністра торгівлі з питань міжнародної торгівлі в адміністрації Клінтона з 1993 по 1995 рік. Раніше він працював на Уолл-стріт керуючим директором у Blackstone Group та Lehman Brothers.
Він є автором шести книг про глобальну політичну економію та численних статей у The New York Times, The Wall Street Journal, Financial Times, Newsweek, Foreign Affairs та Harvard Business Review. У 1997—2005 рр. він щомісячно вів колонку в Business Week.

## Рання життя і кар'єра
Гартен народився в єврейській родині. Він син Рут (уроджена Енгельман) і Мелвіна Гартена. Його батько воював у Другій світовій війні, Корейській війні та В'єтнамі; і був нагороджений Хрестом за видатні заслуги в 1953 році за героїзм у корейській битві біля Порк Чоп Хілл . Його брат, Аллан Гартен, є відставним федеральним прокурором у Портленді, штат Орегон. У 1968 році він одружився з Іною Розенберг.

### Освіта
Гартен отримав ступінь бакалавра в Дартмутському коледжі в 1968 році, а також ступінь магістра (1972) і доктора філософії. (1980) зі Школи передових міжнародних досліджень Університету Джона Хопкінса. Він також служив в армії Сполучених Штатів з 1968 по 1972 рік, маючи звання лейтенанта 82-ї повітряно-десантної дивізії та капітана та табору ад'ютантів командувача спецназом США. У 1971 році був радником королівської армії Таїланду.

### Кар'єра
Після Джона Хопкінса Гартен працював в адміністраціях Ніксона, Форда та Картера на різних посадах у зовнішньополітичних та економічних сферах. Потім він перейшов на Уолл-стріт, ставши керуючим директором Lehman Brothers і Blackstone Group . У Lehman він спеціалізувався на реструктуризації суверенного боргу в Латинській Америці . Він також жив у Токіо, керував та розширював азійський інвестиційно-банківський бізнес для цієї фірми, включаючи нагляд за деякими з найбільших міжнародних корпоративних реструктуризацій того часу. У Blackstone він працював у сфері фінансового консультування . Потім він став заступником міністра з питань міжнародної торгівлі в адміністрації Клінтона, де зосередив свої зусилля на торгівлі та інвестиційних угодах на «великих ринках, що розвиваються», таких як Китай, Індія, Індонезія, Бразилія, Мексика та Туреччина . З 1996 по 2005 рік Гартен був деканом Єльської школи менеджменту, після чого залишився викладати повний робочий день. Його курси включали «Керування глобальною компанією», «Уолл-стріт і Вашингтон», «Керування глобальними катастрофами» та «Майбутнє глобальних фінансів», а також він керував навчальними поїздками для студентів до Китаю, Сінгапуру, Дубая та Лондона.
У 2006 році Гартен і його колега Девід Роткопф заснували Garten Rothkopf у Вашингтоні, щоб надавати стратегічні поради глобальним компаніям, міжнародним організаціям та урядам. У 2016 році фірма була продана The Slate Group, компанії Graham Holdings, Inc.
Гартен входить до ради директорів Credit Suisse Asset Management (яка включає низку пайових фондів), і він є довіреною особою Міжнародного комітету порятунку . Раніше він був директором Aetna, CarMax, Inc., Standard & Poor's («Рада менеджерів»), Calpine Energy Corporation, Alcan Inc. і The Conference Board, а також працював у міжнародних консультативних радах Toyota та Чиказькій кліматичній біржі.

## Особисте життя
Гартен одружений на Іні Гартен, яка веде шоу Barefoot Contessa на Food Network, за яке вона отримала три премії Еммі . Вона також написала десять кулінарних книг-бестселерів, у тому числі «Кулінарія для Джеффрі» у 2016 році. Гартен та його дружина живуть у Саутпорті, Коннектикут, і Іст-Гемптоні, Нью-Йорк.

## Діяльність в Єльському університеті
Гартен викладає ряд курсів в Єльській школі менеджменту:
- «Майбутнє світових фінансів»
- «Управління глобальними катастрофами»
- «Уолл-стріт і Вашингтон: ринки, політика та політика»
- «Розуміння глобальних фінансових центрів»
- «Керування глобальною компанією»

Він провів такі міжнародні навчальні поїздки зі студентами Єльського університету:
- Сінгапур: державно-приватне управління, 2007, 2008
- Нью-Йорк, Лондон, Дубай, Гонконг: що робить конкурентоспроможний фінансовий центр?, 2008, 2009
- Шанхай, Пекін, Гонконг: Китай на світовому фінансовому ринку, 2010, 2011, 2012 рр.

## Книги
- A Cold Peace: America, Japan, Germany, and the Struggle for Supremacy. Times Books. 1992. ISBN 978-0812922059. (англ.)[1]
- The Big Ten: The Big Emerging Markets And How They Will Change Our Lives. Basic Books. 1997. ISBN 978-0465026517. (англ.)
- Jeffrey Garten, ред. (2000). World View: Global Strategies for the New Economy. Harvard Business School Press. ISBN 978-1578511853. (англ.)
- The Mind of the C.E.O. Basic Books. 2001. ISBN 978-0465026159. (англ.)
- The Politics of Fortune: A New Agenda for Business Leaders. Harvard Business Review Press. 2002. ISBN 978-1578518784. (англ.)
- From Silk to Silicon: The Story of Globalization Through Ten Extraordinary Lives. HarperCollins. 2016. ISBN 978-0062409973. (англ.)
- Three Days at Camp David: How a Secret Meeting in 1971 Transformed the Global Economy. HarperCollins. 2021. ISBN 978-0062887672. (англ.)